# Naomi Sims
Naomi Sims (* 30. März 1948 in Oxford, Mississippi; † 1. August 2009 in Newark, New Jersey) war ein US-amerikanisches Fotomodell. In den 1960er Jahren war sie die erste Afroamerikanerin, die als Fotomodell weltweit bekannt wurde.

## Leben
Naomi Sims wuchs in Pittsburgh, Pennsylvania auf und besuchte dann in New York City das Fashion Institute of Technology. Bereits als Studentin begann sie als Model zu arbeiten. Hilfreich war für sie dabei die schwarze Bürgerrechtsbewegung, die in den 1960er Jahren die Parole „Black is beautiful“ (engl. Schwarz ist schön) prägte. Höhepunkte ihrer Karriere waren Titelbilder auf den Zeitschriften „Ladies Home Journal“ (1968) und „Life“ (1969). Beide Zeitschriften hatten noch niemals zuvor eine schwarze Frau auf der Titelseite abgebildet.
1972 boten die Warner Bros. in Hollywood Sims die Titelrolle in Jack Starretts Film „Cleopatra Jones“ an, die sie nach der Lektüre des überaus rassistischen Drehbuchs jedoch ablehnte.
1976 gründete Sims ein Unternehmen, das eine sehr erfolgreiche Kollektion von Glatthaar-Perücken für schwarze Frauen herausbrachte. Heute vermarktet die Firma vor allem Kosmetikprodukte für schwarze Frauen. Seit den 1970er Jahren veröffentlichte Sims darüber hinaus auch Bücher mit Schönheitstipps.
Sims war in den 1970er Jahren mit Michael Finney, Kurator des New York Cultural Center, verheiratet, der sie 1972 in einer Veranstaltung des Eventkünstlers Ray Johnson in der Rolle von Anna May Wong herausbrachte.
Naomi Sims erlag am 1. August 2009 ihrem Brustkrebs.